# Manuel Rodríguez (teologo)
Manuel Rodríguez (1551 – 1619) è stato un teologo portoghese.

Summa casuum conscientiae, 1607
(Fondazione Mansutti, Milano).

Appartenente all'Ordine dei frati minori, pubblicò nel 1594 a Salamanca il trattato Suma de casos de conciencia, tradotto in latino con il titolo di Summa casuum conscientiae e stampato nel 1607 a Venezia.